# I Am What I Am
I Am What I Am – trzeci singel Marka Owena, członka zespołu Take That wydany 4 sierpnia 1997. Jest to jednocześnie ostatni singel z jego debiutanckiej płyty, Green Man. W porównaniu do poprzednich singli ten nie odniósł znaczącego sukcesu zajmując 29. miejsce na liście UK Singles Chart. Był to ostatni singel artysty przed zakończeniem współpracy z RCA Records, wytwórni powiązanej z BMG.

## Lista utworów
CD 1 (Wielka Brytania)
1. "I Am What I Am" – 4:21
2. "Mr. You" – 4:23
3. "Johnny" – 3:12
4. "Clementine" (Remix) – 3:56

CD 2 (Wielka Brytania)
1. "I Am What I Am" – 4:21
2. "Is That What It's All About" (Live) – 5:11
3. "Secondhand Wonderland" (Live) – 6:55
4. "I Am What I Am" (Remix) – 4:06

Kaseta magnetofonowa (Wielka Brytania)
1. "I Am What I Am" – 4:21
2. "Johnny" – 3:12

Singel promocyjny
1. "I Am What I Am" – 4:06
2. "I Am What I Am" (Album Version) – 4:21
3. "Child" (Radio Edit) – 3:48
4. "Clementine" (Remix) – 3:56

## Listy przebojów
| Lista przebojów (1997) | Pozycja |
| ---------------------- | ------- |
| Wielka Brytania        | 29      |